# Глотов, Александр Леонидович
Алекса́ндр Леони́дович Гло́тов (10 ноября 1953, Норильск, Красноярский край, РСФСР) — украинский литературовед, журналист. Член Национального союза журналистов Украины (с 1992 г.). Доктор филологических наук, профессор.

## Биография
Родился 10 ноября 1953 года в поселке Норильск (Норильлаг), который с 1953 года получил статус города. Родители — Глотов Леонид Ефимович (1932-2012) и Глотова (Куделина) Капитолина Константиновна (1932-2024) работали там после окончания Воркутинского горного техникума.
Среднюю школу окончил в г. Червоноград Львовской области. Работал на шахте «4 Великомостовская» комбината «Укрзападуголь» Львовско-Волынского угольного бассейна, служил в Советской Армии.
В 1979 году с отличием окончил Львовский ордена Ленина государственный университет имени Ивана Франко по специальности «Филолог. Преподаватель русского языка и литературы». До 1981 года работал учителем в СШ № 1 г. Сокаль Львовской области, после чего перешел на должность ассистента кафедры русской литературы Львовского университета. В 1985 году окончил аспирантуру и по распределению перешел на должность ассистента кафедры русской литературы Тернопольского государственного педагогического института имени Ярослава Галана.
В 1994 году окончил последипломное отделение гуманитарного факультета Высшей педагогической школы имени Тадеуша Котарбинского в г. Зелена Гура (Польша) по специальности «польская филология». В 2015 году в Национальном университете «Острожская академия» получил степень магистра по специальности «журналистика».
Работал также в Тернопольской академии народного хозяйства, в Тернопольском институте социальных и информационных технологий, в Тернопольском экспериментальном институте педагогического образования, в Белоцерковском национальном аграрном университете, в Академии сухопутных войск имени гетмана Сагайдачного, в Национальном университете «Острожская академия», с 2018 — в Кременецкой областной гуманитарно-педагогической академии имени Тараса Шевченко.
В 1988 году в Одесском государственном университете имени И. И. Мечникова по специальности 10.01.02 «советская многонациональная литература» защитил кандидатскую диссертацию «Выражение авторского самосознания в современной русской советской поэзии» (научный руководитель — профессор Львовского университета Иван Прокофьевич Вишневский). В этом исследовании в отечественную науку о литературе ввел понятие «авторское самосознание» в литературном контексте, а именно: выявление того, как автор литературных произведений осознает себя и свое творчество в собственно произведениях литературы, прежде всего — поэтических . В 1992 году получил ученое звание доцента.
В 1997 году в Институте литературы имени Т. Г. Шевченко Национальной Академии наук Украины по специальности 10.01.02 — «русская литература» защитил докторскую диссертацию «Русская литература XX века в контексте культового сознания» на основе монографии «Иже еси в Марксе». В исследовании утверждается концепция мировоззренческой и эстетической вторичности литературы «социалистического реализма» по отношению к идеологии и текстам христианского канона. В 2002 году получил ученое звание профессора.
Является многолетним членом редакционной коллегии международного научного альманаха «Studia methodologica», принимал участие в работе научных изданий «Slavica Tarnopolensia», «Русский язык и литература в учебных заведениях», «Наукові записки Тернопільського національного педагогічного університету імені Володимира Гнатюка. Серія: Літературознавство», «The Peculiarity of Man», «Вестник Волгоградского государственного университета. Серия 8. Литературоведение. Журналистика».
Награждён неправительственной наградой — знаком «За развитие образования».

## Основные работы
Автор научных и научно-популярных статей в изданиях СССР, Украины, России, Польши, Белоруссии, Израиля, в электронных изданиях. 
Журнал «Русский переплет»:
- Феномен государства с точки зрения дилетанта[10]. — 2010;
- Политическая жизнь современной Украины по законам сцены[11]. — 2011;
- Понять Довлатова[12]. — 2011;
- Даёшь монархическую революцию![13] — 2012;
- А что немцу здорово?[14] — 2012;
- Чем пахнет русский дух? (Русский язык и Украина)[15]. — 2012;
- Двуликий Янус советской литературы. К 150-летию Александра Серафимовича[16]. — 2013;
- Штаны Маяковского[17]. — 2013.

Альманах «Лебедь»:
- Эволюция образа государства в русской литературе[18]. — 2014;
- Украинцы в русской культуре[19]. — 2014;
- Партитура одной песни Высоцкого[20]. — 2014;
- Николай Островский или князь Острожский: кто более матери-Украине ценен?[21] — 2014;
- Великолепная двадцатка[22]. — 2015;
- Литература как приложение к уголовному кодексу[23]. — 2017;
- За что я обожаю литературоведов[24]. — 2017;
- Журналистика в античном мире[25]. — 2018;
- Ровесник Высоцкого (к 80-летию Ал. Дольского)[26]. — 2018;
- Понедельник и лейтенант Шмидт[27]. — 2019.

Журнал «Чайка»:
- «Человек разумный» vs «человек пишущий». Полемические заметки[28]. — 2019;
- Герои наших времён[29]. — 2019.

### Монографии и пособия
- Глотов А. Л. Иже еси в Марксе. Русская литература XX века в контексте культового сознания. — Зелена Гура, 1995. — 148 с. — ISBN 83-901563-6-9.
- Еко Умберто. Як написати дипломну роботу. Гуманітарні науки / Пер. за ред. О. Глотова. — Тернопіль: Мандрівець, 2007. — 224 с. — ISBN 978-966-634-317-1.
- Глотов А. Л. Круг чтения: век двадцатый. Библиографический справочник по истории русской литературы XX века послереволюционного периода. — Тернополь: Навчальна книга Богдан, 2011. — 160 с. — ISBN 978-966-10-0458-9.

- Глотов О. Л., Голик М., Гула Р. Християнська мораль та військовий обов’язок: Навчальний посібник. — Львів: АСВ, 2012. — 112 с. — ISBN 978-966-10-0458-9.
- Глотов О. Л. Сердюченко В. Л., Новоселецька С. В. Класика світової літератури: російська література: англійською мовою: нариси: навчальний посібник. — Острог: Видавництво Національного університету «Острозька академія», 2012. — 152 с.
- Глотов А. Л. Две эпохи: монография. — Острог, 2015. — 376 с. — ISBN 978-966-2254-93-8.
- Глотов А. Л. Филологические очерки. — Острог, 2015. — 316 с. — ISBN 978-966-2254-95-2.
- Глотов А. Л. Филологические очерки. Книга вторая. — Тернополь: Издательство «Крок», 2020. — 178 с. — ISBN 978-617-692-568-2.

### Литературная критика и публицистика
- Глотов А. Л. Чехов и Моэм в зеркале постмодернизма / Александр Глотов. — 22 (журнал), Тель-Авив, № 135[30];
- Глотов А. Л. Я хочу рассказать вам…о поэте / Александр Глотов. — Зеркало недели, 30 мая 1997 года[31];
- Глотов А. Л. Николай Островский или князь Острожский? О роли исторических фигур в формировании зачатков государственного мышления / Александр Глотов. — День, 14 ноября 2014 года[32];
- Глотов А. Л. Ровесник Высоцкого / Александр Глотов. — ZN.UA, 22 июня 2018[33];
- Глотов О. Л. Цилюрник чи палікмахтер: до кого йдемо стригтися? / Олександр Глотов. — Zbruč, 1 вересня 2020[34];
- Глотов А. Л. «Тёркин» во Львове / Александр Глотов. — ZN.UA, 26 декабря 2020[35].